# Burghart Schmidt
Pour les articles homonymes, voir Burghart Schmidt (historien) et Schmidt.
Burghart Schmidt, né à Wildeshausen le 30 novembre 1942 et mort le 13 février 2022, est un philosophe allemand. Il est professeur à l'Hochschule für Gestaltung Offenbach am Main et à l'Universität für angewandte Kunst Wien (Vienne). 
Il est l'auteur d'une quarantaine d'ouvrages philosophiques (traduits dans une dizaine de langues étrangères), jusqu'alors peu connus en France.
Il a été l'un des assistants scientifiques d'Ernst Bloch et l'éditeur de ses œuvres chez Suhrkamp. En 1982, Schmidt soutient sa thèse de doctorat intitulée : Der Widerstand des Realen in der Arbeitstruktur des Erkennens zum Methodenproblem des praxisorientierten Wissens.

## Principales publications (titres originaux)
- Der Widerstand des Realen in der Arbeitstruktur des Erkennens zum Methodenproblem des praxisorientierten Wissens, (Dissertation) Tübingen 1982.
- Seminar zur Philosophie Ernst Blochs, Francfort 1983.
- Benjamin zur Einführung, Hannover 1983.
- Kritik der reinen Utopie - eine sozialphilosophische Untersuchung im Feld der Wirksamkeit antizipatorischen Bewusstseins, (Habilitation) Hannover 1984.
- Das Widerstandsargument in der Erkenntnistheorie. Ein Angriff auf die Automatisierung des Wissens, Francfort 1985.
- Ernst Bloch, Stuttgart 1985.
- Postmoderne - Strategien des Vergessens. Ein kritischer Bericht, Darmstadt et Neuwied 1986.
- Kritik der reinen Utopie. Eine sozialphilosophische Untersuchung, Stuttgart 1988.
- avec Gérard Raulet, Kritische Theorie des Ornaments, Vienne, Cologne et Weimar 1993.
- avec Gérard Raulet, Vom Parergon zum Labyrinth. Untersuchungen zur kritischen Theorie des Ornaments, Vienne, Cologne et Weimar 2001.